# Nannostomus minimus
Nannostomus minimus är en fiskart som beskrevs av Eigenmann, 1909. Nannostomus minimus ingår i släktet Nannostomus och familjen Lebiasinidae. Inga underarter finns listade i Catalogue of Life.